# Seznam liberijskih generalov
Seznam liberijskih generalov.

## O
Joseph Owonibi - 

## Q
Thomas Quiwonkp - 